# N905 (België)
De N905 is een gewestweg in de Belgische provincie Namen. Deze weg vormt de verbinding tussen de N90 ter hoogte van Jambes en de N80 ter hoogte van Namen via een burg over de Maas. 
De totale lengte van de N905 bedraagt ongeveer 700 meter.

## Plaatsen langs de N905
- Jambes
- Namen